# Lijst van Poolse autosnelwegen

Het geplande netwerk van autosnelwegen en expreswegen

Poolse autosnelwegen en autowegen
bestaand
aanbouw
gepland

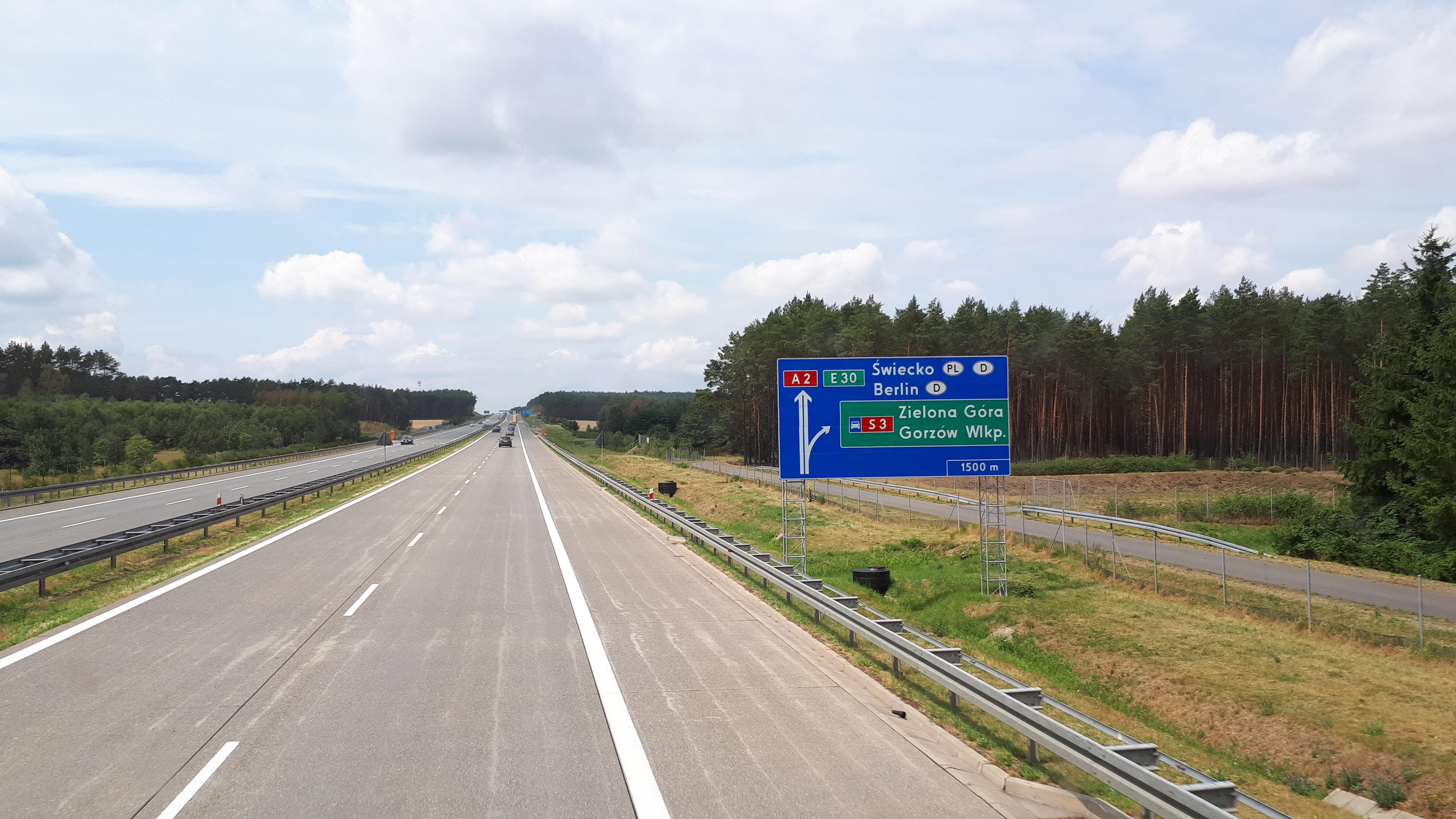
Autosnelweg A2 aan het knooppunt met expresweg S3

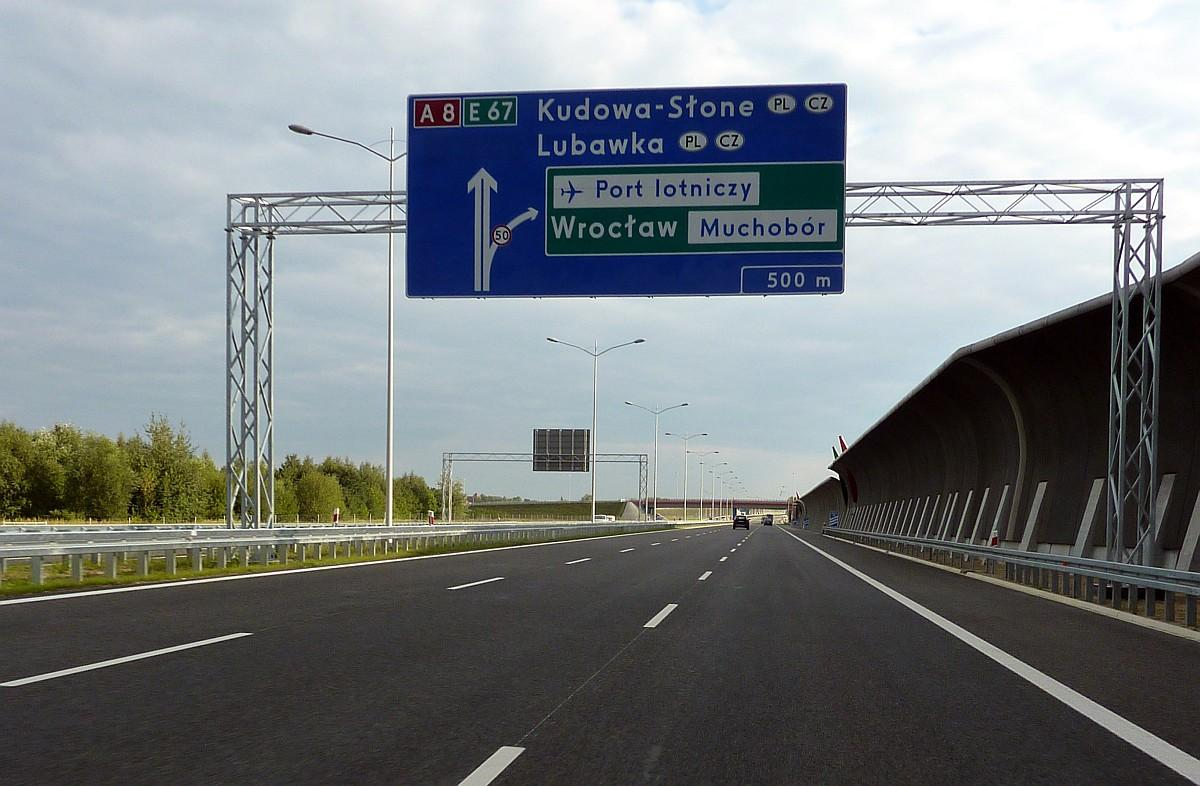
Autosnelweg A8

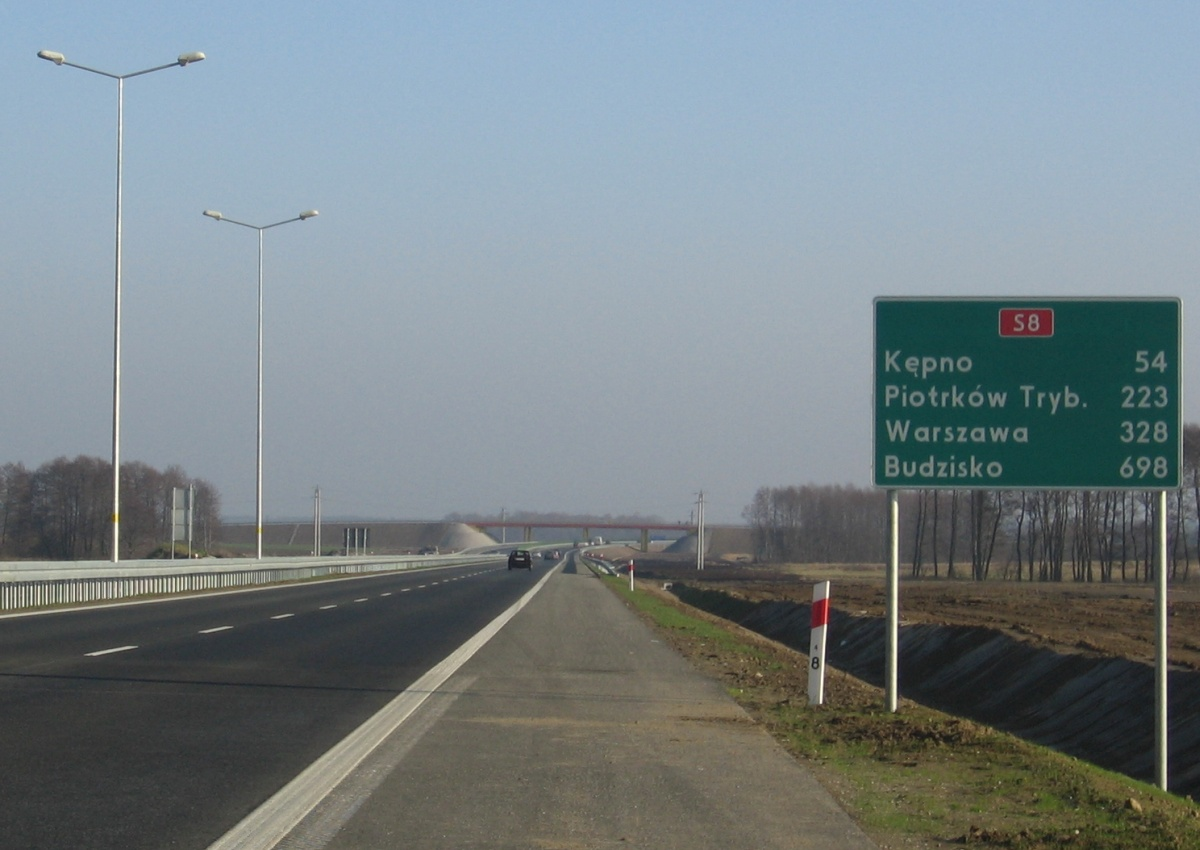
Expresweg S8

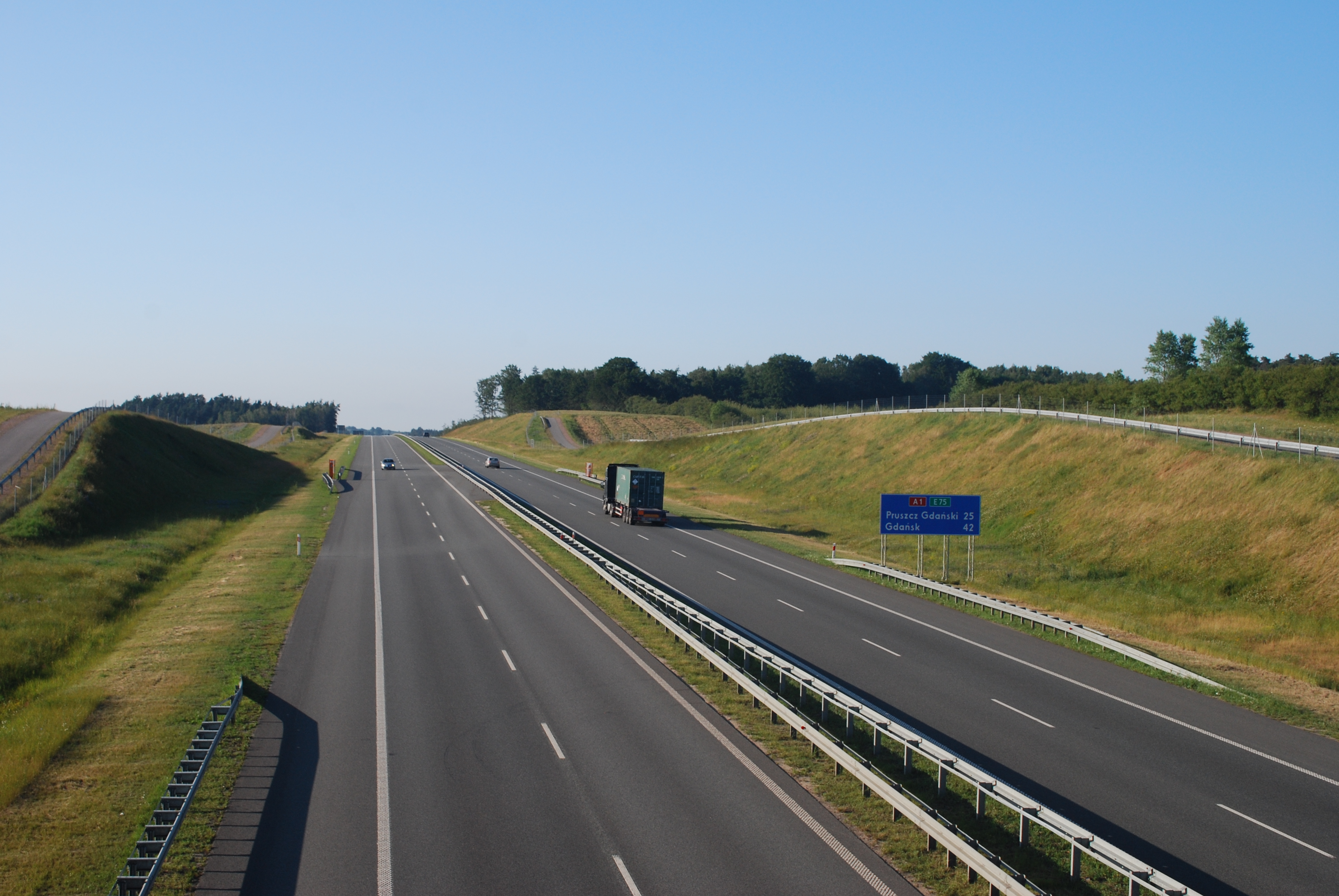
Autosnelweg A1

De autosnelwegen van Polen vormen het belangrijkste onderdeel van het Poolse wegennet. Er wordt onderscheid gemaakt tussen autosnelwegen (Pools: autostrady, wit A-nummer op rode achtergrond en blauw-wit bewegwijzerd) en expreswegen (Pools: drogi ekspresowe, wit S-nummer op rode achtergrond en groen-wit bewegwijzerd). Beide soorten wegen verschillen nauwelijks van elkaar en voldoen aan de kenmerken van een autosnelweg. De expreswegen hebben wel lagere ontwerpeisen en ze zijn tolvrij. De autosnelwegen hebben een hogere snelheidslimiet, 140 km/h in plaats van 120.
De totale lengte van de autosnelwegen en expreswegen in Polen bedroeg in september 2023 4994,7  km.
| Autosnelwegen (Autostrady)     | Autosnelwegen (Autostrady) | Autosnelwegen (Autostrady)                                                                               | Autosnelwegen (Autostrady) | Autosnelwegen (Autostrady)   | Autosnelwegen (Autostrady) |
|                                |                            | traject                                                                                                  | doel                       | bestaand                     | aanbouw                    |
| ------------------------------ | -------------------------- | --- | -------------------------- | ---------------------------- | -------------------------- |
| A1                             | A1                         | Gdańsk - Łódź - Katowice - Gorzyczki - Tsjechië (Ostrava)                                                | 565,1 km                   | 205,4 km                     | 235,9 km                   |
| A2                             | A2                         | Duitsland (Berlijn) - Poznań - Łódź - Warschau – Wit-Rusland (Brest)                                     | 610 km *                   | 253,9 km                     | 218,6 km                   |
| A4                             | A4                         | Duitsland (Dresden) - Wrocław - Katowice - Krakau - Rzeszów – Oekraïne (Lviv)                            | 670 km                     | 670 km                       | 0 km                       |
| A6                             | A6                         | Duitsland (Berlijn) – Szczecin - Goleniów                                                                | 28,7 km                    | 21,7 km                      | 2,2 km                     |
| A8                             | A8                         | Magnice – Wrocław - Pawłowice                                                                            | 22,3 km                    | 22,3 km                      |                            |
| A18                            | A18                        | Duitsland (Berlijn) – Olszyna (grens) – Krzyżowa (A4)                                                    | 78,5 km                    | 7,6 km; 70,9 km (enkelbaans) |                            |
| A50                            | A50                        | Centralny Port Komunikacyjny (A2) – Kołbiel – Mińsk Mazowiecki (A2)                                      | 114 km                     | 0 km                         | 0 km                       |
| Expreswegen (Drogi ekspresowe) |                            | |                            |                              |                            |
|                                |                            | traject                                                                                                  | doel                       | bestaand                     | aanbouw                    |
| S1                             | S1                         | Pyrzowice (A1) – Cieszyn (grens)                                                                         | 122,1 km *                 | 62,6 km                      | 1,9 km                     |
| S2                             | S2                         | Konotopa (A2) – Nowy Konik (A2)                                                                          | 35,6 km                    |                              | 15 km                      |
| S3                             | S3                         | Świnoujście – Lubawka (grens)                                                                            | 478,2 km *                 | 154,15 km                    | 90,55 km                   |
| S5                             | S5                         | Grudziądz (A1) – Wrocław (A8)                                                                            | 367,7 km *                 | 41,15 km                     | 64,3 km                    |
| S6                             | S6                         | Goleniów (S3) – Gdańsk (A1)                                                                              | 318,7 km *                 | 46,15 km                     | 9,4 km                     |
| S7                             | S7                         | Gdańsk (A1) – Rabka-Zdrój                                                                                | 726,2 km *                 | 166,45 km                    | 108,15 km                  |
| S8                             | S8                         | Wrocław (A8) – Białystok (S19)                                                                           | 590,5 km *                 | 94,4 km                      | 236,2 km                   |
| S10                            | S10                        | Szczecin (A6) – Płońsk (S7)                                                                              | 459,8 km *                 | 43,55 km                     | 4,85 km                    |
| S11                            | S11                        | Koszalin (S6) – Pyrzowice (A1)                                                                           | 554,2 km *                 | 33,65 km                     | 22,1 km                    |
| S12                            | S12                        | Piotrków Trybunalski (A1) – Dorohusk-Jagodzin (grens)                                                    | 319 km *                   | 12,55 km                     | 43,7 km                    |
| S14                            | S14                        | Łódź (A2) – (S8)                                                                                         | 40,1 km                    | 0 km                         | 12,9 km                    |
| S17                            | S17                        | Warschau (S8) – Hrebenne-Rawa Ruska (grens)                                                              | 321,6 km *                 | 18 km                        | 43,7 km                    |
| S19                            | S19                        | Kuźnica Białostocka-Bruzgi (grens) – Barwinek (grens)                                                    | 595,2 km *                 | 3,3 km                       | 26,15 km                   |
| S22                            | S22                        | Elbląg – Grzechotki (grens)                                                                              | 50,2 km                    | 50,2 km                      |                            |
| S50                            | S50                        | Centralny Port Komunikacyjny (A2) – Sochaczew – Wyszogród – Naruszewo – Radzymin – Mińsk Mazowiecki (A2) | 191 km                     | 0 km                         | 0 km                       |
| S51                            | S51                        | Olsztyn – Olsztynek (S7)                                                                                 | 21 km                      |                              | 6 km                       |
| S52                            | S52                        | Cieszyn (grens) – Głogoczów + Balice (A4) – Zastów (S7)                                                  | 142,9 km                   | 60,1 km                      |                            |
| S61                            | S61                        | Ostrów Mazowiecka (S8) – Budzisko (grens)                                                                | 247,5 km *                 |                              | 14 km                      |
| S74                            | S74                        | Sulejów (S12) – Nisko (S19)                                                                              | 192,2 km *                 |                              | 6,8 km                     |
| S79                            | S79                        | Warschau-Lotnisko (S2) – Warschau-Marynarska                                                             | 4,3 km                     |                              | 4,3 km                     |
| S86                            | S86                        | Sosnowiec – Katowice                                                                                     | 8,6 km                     | 8,6 km                       |                            |